# Хилл, Джонатан
Джонатан Хопкин Хи́лл, барон Хи́лл Орфордский, CBE, PC (англ. Jonathan Hill, Baron Hill of Oareford; род. 24 июля 1960, Лондон) — британский политический деятель, член Консервативной партии.

## Биография
Джонатан Хилл окончил Тринити-колледж Кембриджского университета (поступил в 1979 году).
В 1990-е годы работал в администрации премьер-министра Джона Мэйджора, в том числе занимал должность его политического секретаря в период подготовки Маастрихтского договора.
27 мая 2010 года получил пожизненное пэрство с титулом барона Орфордского (по названию города Орфорд в графстве Сомерсет) и назначен членом Палаты лордов.
7 января 2013 года назначен лидером Палаты лордов и канцлером герцогства Ланкастерского в первом кабинете Кэмерона, сменив в этих должностях барона Стрэтклайда.
15 июля 2014 года Дэвид Кэмерон произвёл массовые перестановки в кабинете, вследствие которых Хилл был исключён из его состава, а новым лидером Палаты лордов стала Тина Стоуэлл, баронесса Бистон.
22 октября 2014 года утверждён Европейским парламентом в составе комиссии Юнкера в должности еврокомиссара по финансовым рынкам, с полномочиями по контролю над банковской системой. Комиссия Юнкера приступила к исполнению своих обязанностей 1 ноября 2014 года.
25 июня 2016 года подал в отставку с должности еврокомиссара в связи с итогами референдума 23 июня 2016 года в Великобритании, в ходе которого большинство избирателей высказались за выход страны из Евросоюза. Его портфель перешёл Валдису Домбровскису, еврокомиссару по вопросам евро и социальному диалогу. Одновременно с этим 8 июля 2016 года Дэвид Кэмерон назначает на освободившееся место в Европейской комиссии профессионального дипломата Джулиана Кинга, которому предложен новый пост — еврокомиссара по вопросам безопасности Союза.

## Звания
- Командор Ордена Британской империи (1995)
- Барон (2010).